# Günzlhofen

Schloss Günzlhofen (1701)

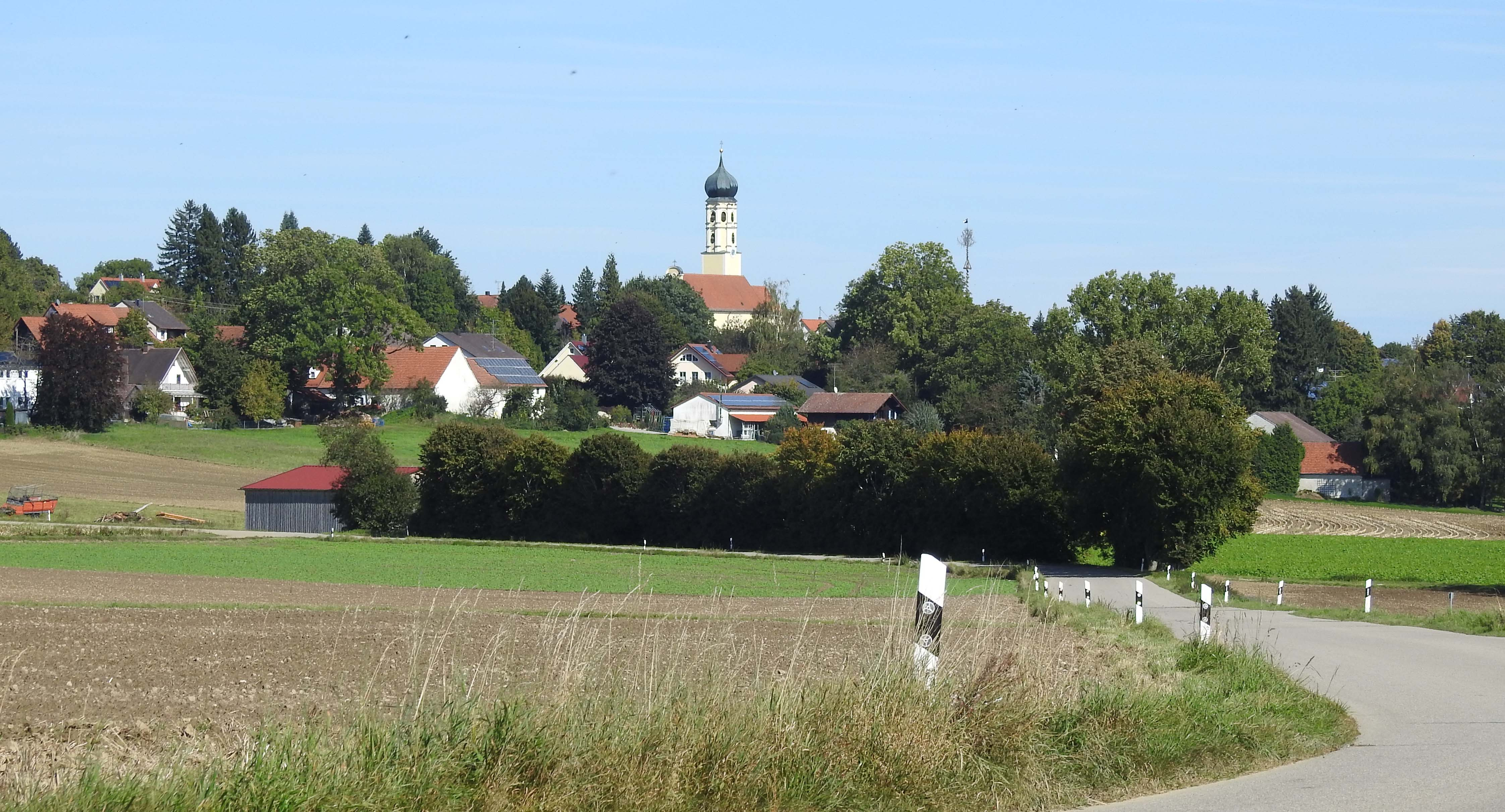
Günzlhofen von Südwesten

Günzlhofen (ehemals auch Günzelhofen) ist ein Ortsteil der Gemeinde Oberschweinbach im Landkreis Fürstenfeldbruck.

## Geschichte
Die erste urkundliche Erwähnung findet sich 793/811 als Cundinchofa. Bis um 1400 ist ein ritterliches Geschlecht der Günzelhofer nachweisbar. 1480 gehen der Sitz und Turn (Turm) an den Pfleger zu Schlanders, Jeronim Perwanger, über. 1485 erhält dieser die Hofmarksgerechtigkeit für Günzlhofen. 1527 werden der Hofmarksherr Augustin Perwanger von Günzlhofen und sein Bruder Christoph als Täufer in München enthauptet. Bereits 1559 gab es im Ort eine Schule. Von 1595 bis 1825 gehörte die Hofmark der Familie von Imhoff. Ende des 18. Jahrhunderts wurde das stattliche Renaissance-Schloss Günzlhofen abgebrochen.
Am 1. Juli 1972 wurde Günzlhofen in die Gemeinde Oberschweinbach eingegliedert.

## Sehenswürdigkeiten
- Die Kirche St. Margareth ist ein spätgotischer Bau, der im 17. Jahrhundert barockisiert wurde. Sie enthält einige wertvolle Epitaphien; das Deckengemälde „Verklärung der hl. Margaretha“ schuf 1931 der Maler Oswald Völkel.

## Bildung
Im Ort gibt es einen Kindergarten, einen Waldkindergarten und eine Montessorischule.

## Persönlichkeiten
- Günzlhofen ist der Heimatort der bayerischen Musik- und Kabarettgruppen Biermösl Blosn und Wellküren.
- Traudl Well (1919–2015), Volksmusikerin und Ehrenbürgerin von Oberschweinbach, lebte seit 1956 in Günzlhofen, Mutter der Erstgenannten